# Надеждівка (Україна)
Наде́ждівка — село в Україні, у Барвінківській міській громаді Ізюмського району Харківської області. Населення становить 175 осіб. До 2020 орган місцевого самоврядування— Богодарівська сільська рада.

## Географія
Село Надеждівка знаходиться на протилежних берегах річки Лукноваха, яка ділить село на дві частини. Село витягнуто вздовж річки на ~ 3 км, на півдні впритул примикає село Федорівка, на півночі за 1 км село Богодарове.

## Історія
12 червня 2020 року, відповідно до Розпорядження Кабінету Міністрів України  № 725-р «Про визначення адміністративних центрів та затвердження територій територіальних громад Харківської області», увійшло до складу Барвінківської міської територіальної громади.
19 липня 2020 року, в результаті адміністративно-територіальної реформи та ліквідації Барвінківського району, село увійшло до складу Ізюмського району.
22 червня 2023 року рішенням №230 Національної комісії зі стандартів державної мови віднесено до списку населених пунктів, які «можуть не відповідати лексичним нормам української мови», зокрема стосуватися «російської імперської чи колоніальної політики». Громаді рекомендовано обґрунтувати доцільність збереження поточної назви або запропонувати нову назву в установленому законодавством порядку.

## Економіка
- В селі є молочно-товарна, птахо-товарна і вівце-товарна ферми.
- Поруч з селом декілька невеликих глиняних кар'єрів.